# Oncioderes
Oncioderes is een kevergeslacht uit de familie van de boktorren (Cerambycidae). De wetenschappelijke naam van het geslacht werd voor het eerst geldig gepubliceerd in 1990 door Martins & Galileo.

## Soorten
Oncioderes omvat de volgende soorten:
- Oncioderes picta Martins & Galileo, 1990
- Oncioderes rondoniae Martins & Galileo, 1990